# Christoph Kneip
Christoph Kneip (7 gennaio 1980) è uno schermidore tedesco, vincitore di una medaglia d'argento ai campionati mondiali di scherma.

## Palmarès
- Mondiali di scherma

L'Avana 2003: argento nella spada a squadre.
- Europei di scherma

Lipsia 2010: bronzo nella spada a squadre.